# Dziwnów
Dziwnów (hist. Dyuennow, Diuenow, Dievenau, niem. Dievenow) – miasto w północno-zachodniej Polsce, nad Morzem Bałtyckim, w woj. zachodniopomorskim, w powiecie kamieńskim, siedziba gminy miejsko-wiejskiej Dziwnów przy drodze nr 102. Miejscowość wypoczynkowa z letnim kąpieliskiem morskim i portem morskim.
Według danych z 31 grudnia 2013 r. miasto miało 2736 mieszkańców.

## Położenie

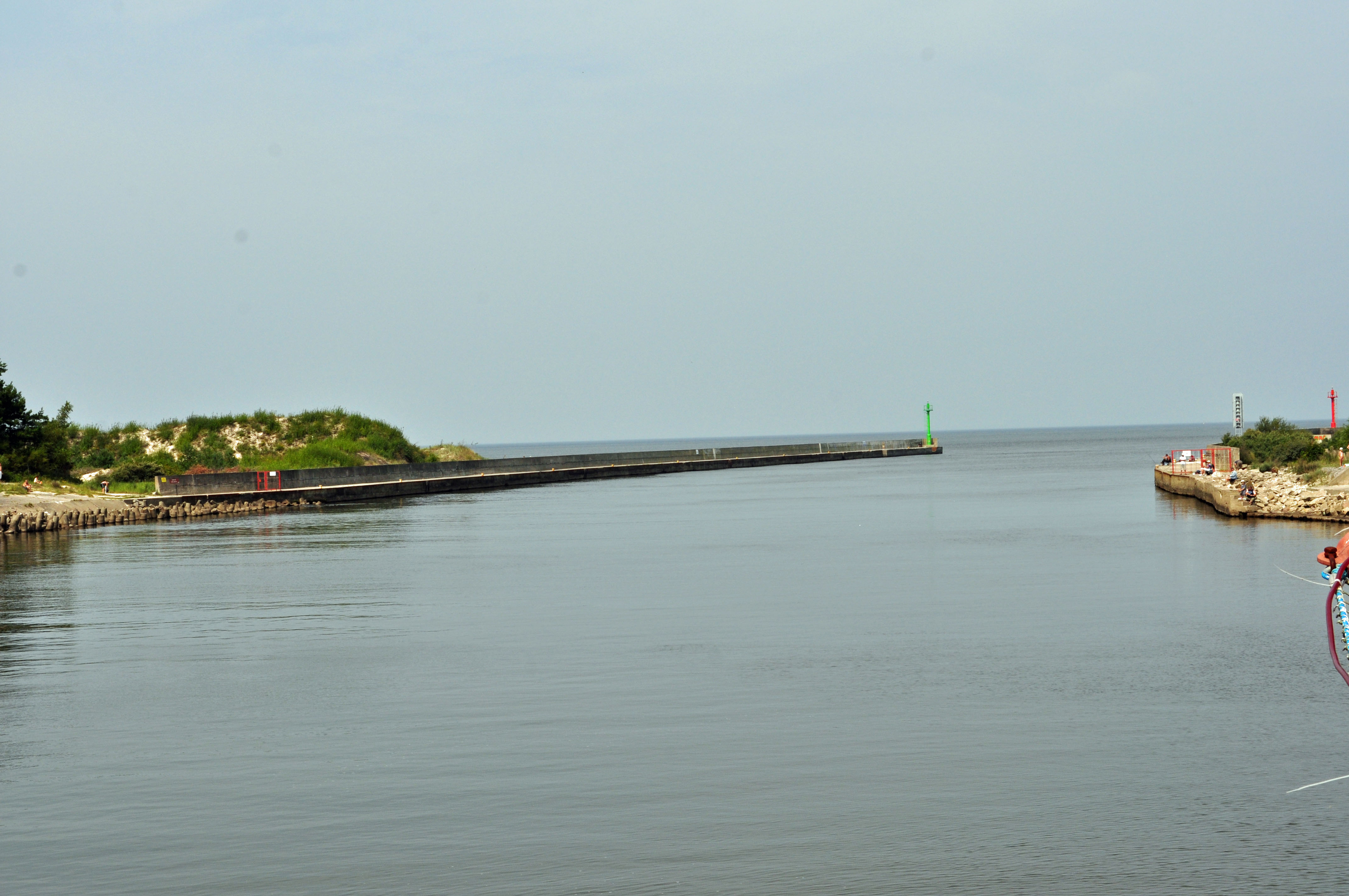
Ujście cieśniny Dziwny do Zatoki Pomorskiej

Dziwnów leży w środkowej części wybrzeża woj. zachodniopomorskiego, w północnej części powiatu kamieńskiego. Miasto położone jest nad Morzem Bałtyckim, przy ujściu cieśniny Dziwny do morza. Od południa miasto leży nad Zalewem Kamieńskim i Zatoką Wrzosowską, które są częścią Dziwny.
Miejscowość znajduje się na Pobrzeżu Szczecińskim, część zachodnia na Półwyspie Międzywodzkim na wyspie Wolin, natomiast wschodnia na mierzei należącej do mezoregionu Wybrzeże Trzebiatowskie. Według danych z 1 stycznia 2014 powierzchnia miasta wynosi 4,97 km².
Dziwnów znajduje się w północnej części Pomorza Zachodniego.

## Historia
Obszar został włączony do państwa polskiego przez Mieszka I ok. 967 roku. Dziwnów to bardzo stara osada rybacka, w 1170 przez ujście Dziwny usiłowały uciekać statki króla duńskiego Waldemara Wielkiego, niestety trafiły na mielizny i musiały zawrócić. Stoczyły wówczas bitwę z flotą pomorską koło wsi Połchowo, przy brzegu wyspy Gardzka Kępa. Dziwnów po raz pierwszy został wymieniony w dokumencie z 1243 roku. We wczesnym średniowieczu wiódł tędy ważny szlak handlowy łączący Zalew Szczeciński z Bałtykiem. W XIII w. Dziwna uległa zapiaszczeniu i straciła swoje znaczenie handlowe.

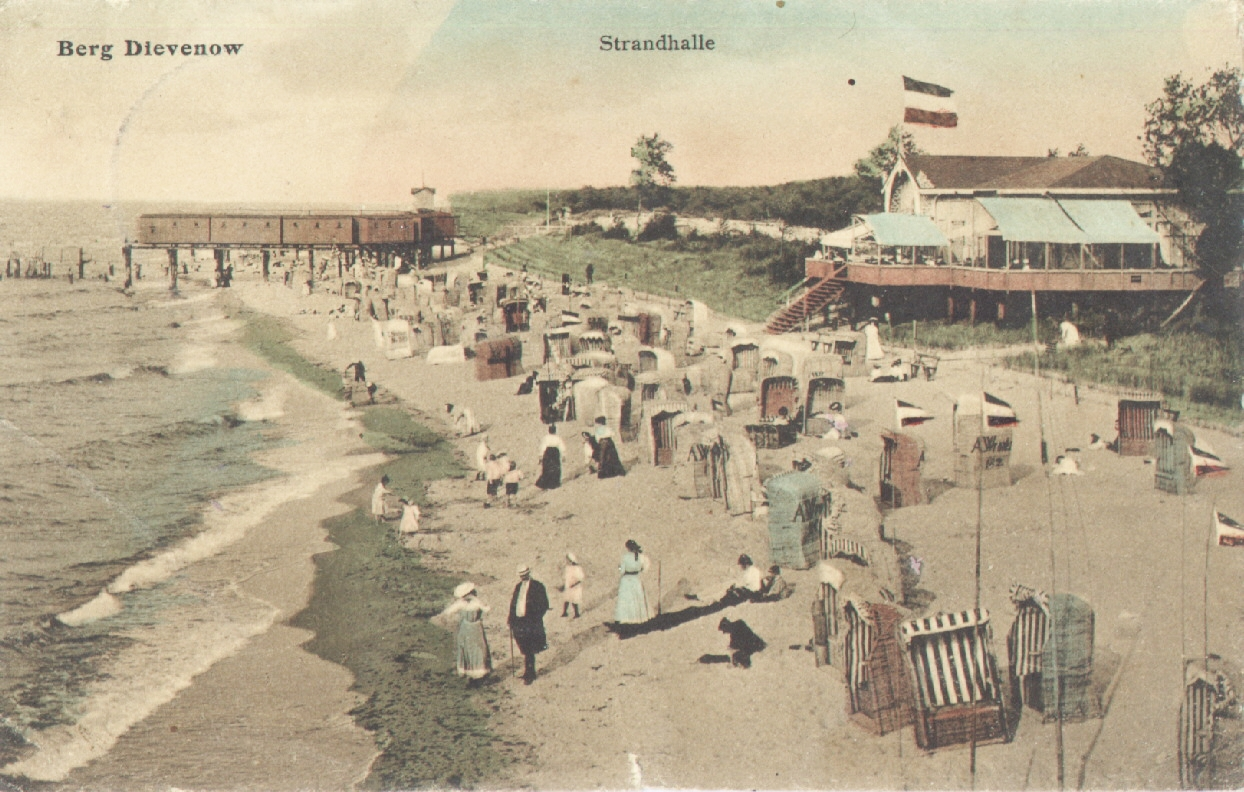
Plaża w Dziwnowie na widokówce z 1900 r.

W latach 1820–30 zaczęli napływać do Dziwnowa pierwsi kuracjusze, co zapoczątkowało rozwój miejscowości jako kąpieliska morskiego. Już w 1823 znany jest jako uzdrowisko. W 1895 roku tuż przy plaży zbudowano największy na bałtyckim wybrzeżu hotel, który nazwano „Kurhaus Ost-Dievenow". Rok później, w 1896 na terenie hotelu odkryto źródło solankowe, później nazwane „Fürst Bismarck-Solesprudel" - źródło solankowe księcia Bismarcka. Przyczyniło się to do budowy łazienek solankowych i borowinowych. Oprócz tego zaczęto oferować też inhalacje oraz masaże. Dziwnów Wschodni stał się znanym kąpieliskiem solankowym, a pobyt tam można było wykupić w całej Europie, m.in. w Budapeszcie, Malmö, Pradze, Rydze, Sztokholmie, Wiedniu oraz Warszawie. Hotel mógł pomieścić 240 gości w 140 pokojach, a jego właścicielem był Paul Bergmann z Berlina. Potężny sztorm, który miał miejsce w nocy z 30 na 31 grudnia 1913 roku, całkowicie zniszczył dom zdrojowy (117 metrów długości, 140 pokojów) z 1890 roku. Kamienie i cegły ze zniszczonego hotelu wykorzystano w roku 1921 do budowy nowej siedziby władz powiatu kamieńskiego, „Kreishausu" w Kamieniu Pomorskim. W latach 20. XX wieku Niemcy postawili w parku pamiątkowy kamień z odpowiednią inskrypcją w miejscu zniszczonego hotelu. W setną rocznicę tragedii, 1 czerwca 2013 roku, odsłonięto nową tablicę upamiętniającą ofiary sztormu, który nawiedził wybrzeże Bałtyku w nocy z 30 na 31 grudnia 1913 roku. Tablica została umieszczona na pierwszym pamiątkowym kamieniu poświęconym tej tragedii.

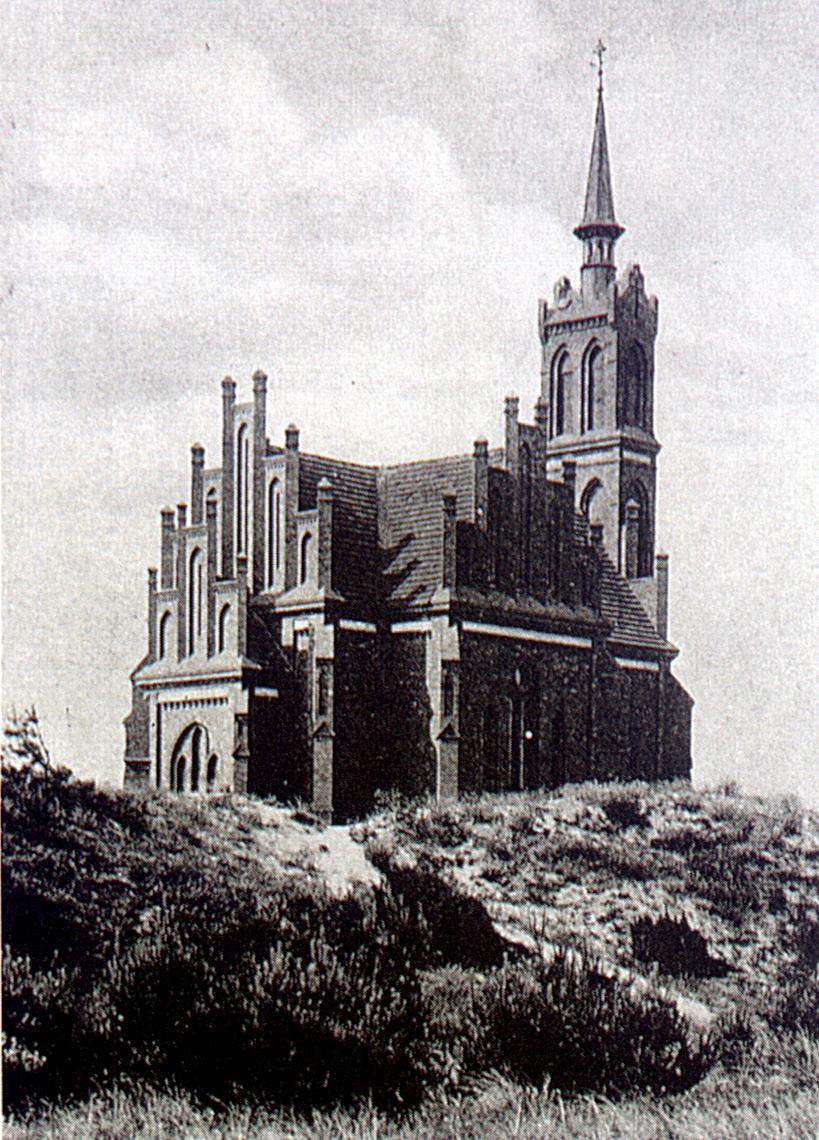
Kościół w Dziwnowie przed II wojną światową

Około roku 1896 po otwarciu linii kolejowej Szczecin - Kamień latem 1892 roku przez Dyrekcję Królewskiej Kolei Żelaznej Szczecina został wybudowany w Dziwnowie Dom Zdrojowy "Silvana". Był to drugi co do wielkości Dom Zdrojowy w Dziwnowie. Obiekt ten oferował kuracjuszom kąpiele solankowe w drewnianych, dębowych wannach. Podczas drugiej wojny światowej pełnił on funkcję ośrodka rehabilitacyjnego dla rannych żołnierzy niemieckich, w szczególności lotników. Po zakończeniu wojny, po 1945 roku, budynek przez jakiś czas był siedzibą Rady Narodowej Dziwnowa, a następnie został przejęty przez wojsko. Przez wiele lat funkcjonował tam Wojskowy Klub Garnizonowy pod nazwą "Bałtyk". Obecnie budynek jest w stanie ruiny.
W 1886 Niemieckie Stowarzyszenie Ratowania Rozbitków (DGzRS) założyło w Dziwnowie stację ratownictwa brzegowego, wyposażoną w wiosłowo-żaglową łódź ratowniczą oraz aparat rakietowo-linowy do ratowania ludzi z wysztrandowanych statków. W zimie 1912/13 napór lodów zniszczył budynek stacji. Stację odbudowano w 1914, nieco dalej od brzegu.
W 1900 oddano do użytku budowane od 1892 falochrony.
Żołnierze 2 Warszawskiej Dywizji Piechoty im. J. Dąbrowskiego i oddziały 3 armii uderzeniowej I Frontu Białoruskiego zajęły Dziwnówek 13 marca 1945 roku. Wąski przesmyk do Dziwnowa okazał się zbyt silnie broniony. Dla upamiętnienia poległych żołnierzy polskich wzniesiono po wojnie pomnik przy wyjeździe do Kamienia Pomorskiego. Dziwnów poddano 4 maja 1945.

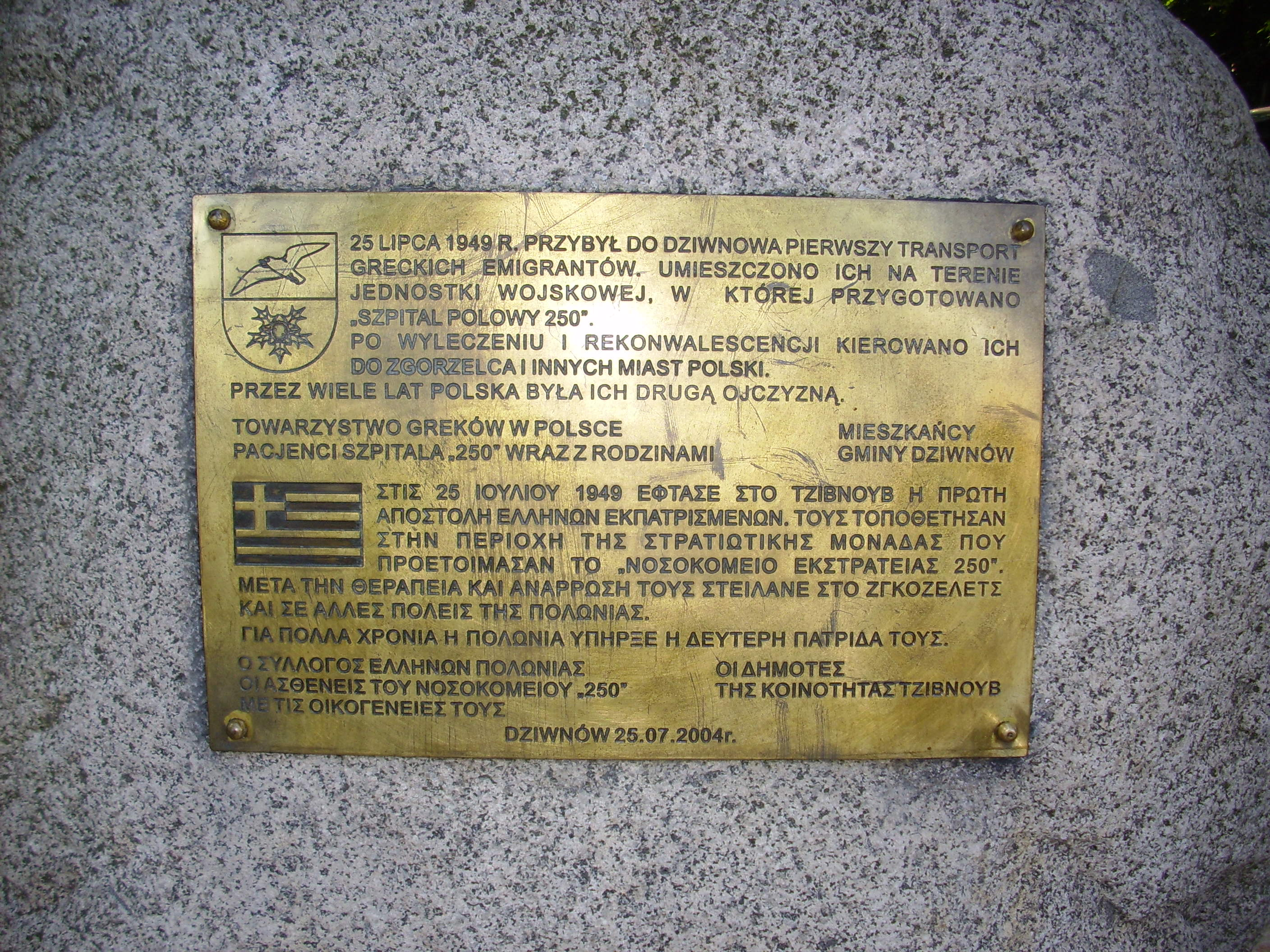
Tablica upamiętniająca greckich pacjentów 250 Szpitala Wojskowego

Na początku lat 50 XX w. działał tu 250 Szpital Wojskowy dla chorych i rannych partyzantów-komunistów greckich, walczących w wojnie domowej w Grecji, który musieli emigrować z ojczyzny po przegranej komunistów. Szpital był nadzorowany przez Zarząd II Sztabu Generalnego Wojska Polskiego. W latach 1958–1963 przebudowano falochrony do obecnych rozmiarów (wsch. 351 m., zach. 342 m.).
W latach 1954–1957 wieś należała i była siedzibą władz gromady Dziwnów. W 1958 gromadę zniesiono przekształcając ją w osiedle typu miejskiego. W 1973 Dziwnów utracił status osiedla, zmieniając się w wieś będącą siedzibą gminy wiejskiej. 1 stycznia 2004 roku Dziwnów, Dziwnów Dolny, Dziwnów Górny i Dziwna połączono w jedną miejscowość, której nadano prawa miejskie.

## Atrakcje turystyczne

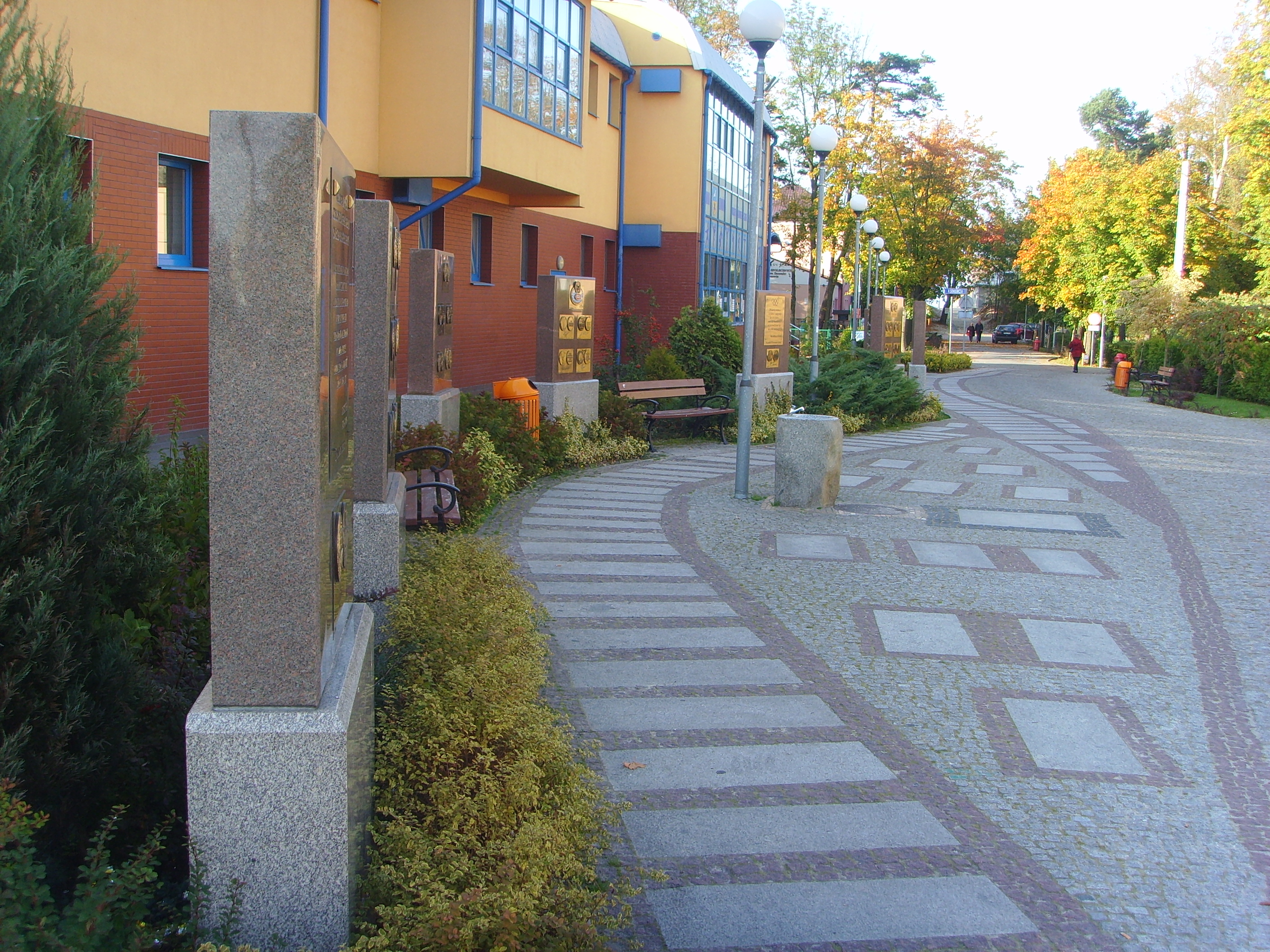
Aleja Gwiazd Sportu

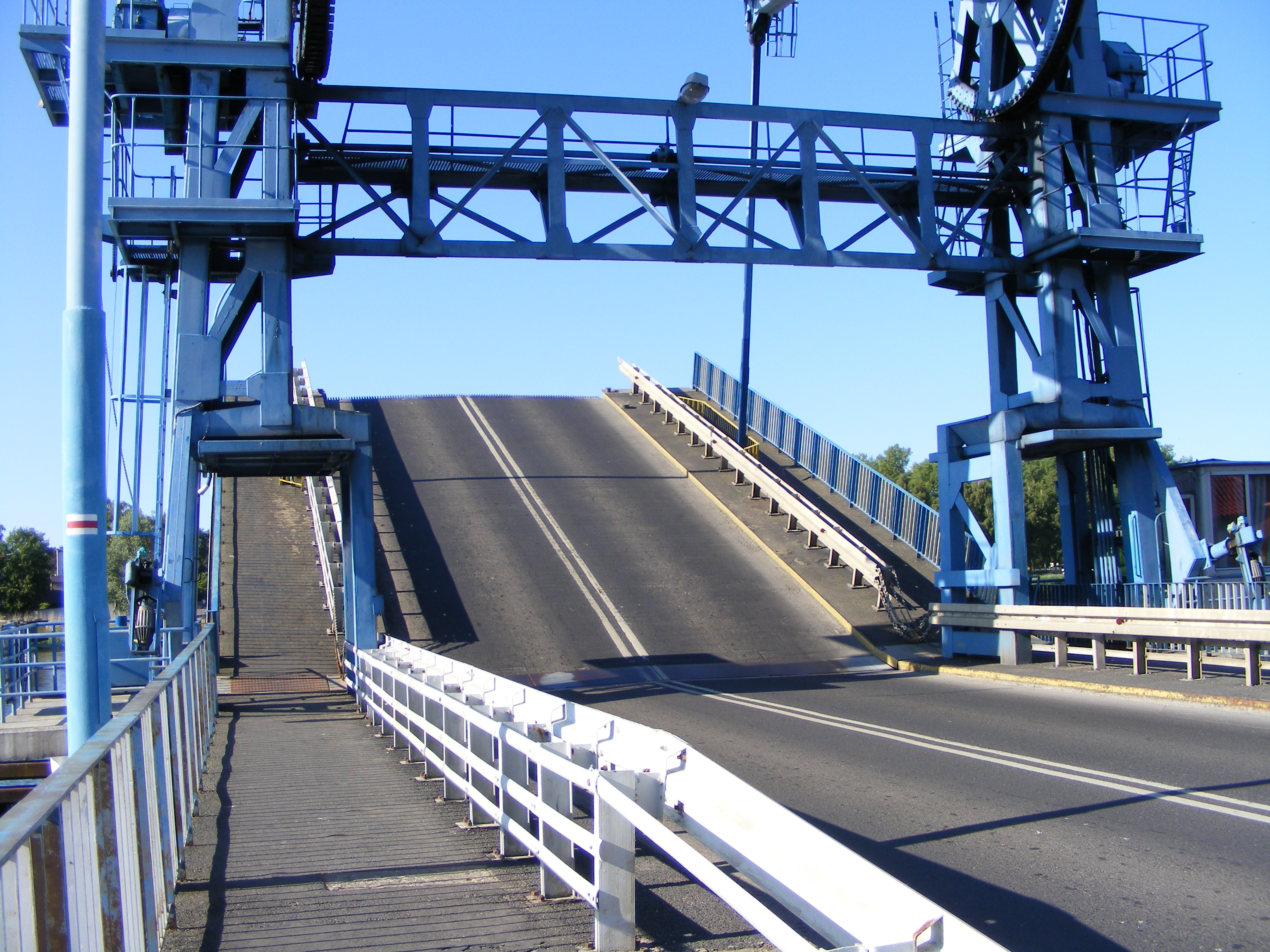
Dziwnów, Podniesiony most

W Dziwnowie nad morzem wyznaczono letnie kąpielisko obejmujące 800 m linii brzegowej (od ul. Parkowej do ul. Żeromskiego).
Most zwodzony nad Dziwną, łączący z wyspą Wolin, na zachodnim skraju miasta, u wjazdu drogą od strony Międzyzdrojów.
U wejścia do portu dwa falochrony o jednakowej długości 350 m. Widokowa promenada nadmorska wzdłuż Parku Zdrojowego z okazałym starodrzewem.
Port rybacki przy nabrzeżu Dziwny wraz z zabudowaniami byłej spółdzielni rybackiej Belona. W 2013 roku otwarto obok nową całoroczną marinę na około 60 jachtów, znajdującą się na Zachodniopomorskim Szlaku Żeglarskim. Dwa lata później otwarto zmodernizowany Port Morski Dziwnów. 
Latem z przystani pasażerskiej trzy „pirackie” statki: Roza, Weneda i Korsarz, które zabierają turystów w 2,5-godzinne rejsy po Bałtyku. Natomiast kolejny statek – Victoria I – kursuje do Kamienia Pomorskiego i z powrotem.
Aleja Gwiazd Sportu, na której znajdują się repliki medali słynnych sportowców i hala sportowa. Festiwal od 2001 odbywa się w każde wakacje.
Finałem sportowego festiwalu jest odsłonięcie replik medali przez największe sławy polskiego sportu. Jedną z imprez towarzyszących jest bieg memoriałowy Cztery mile Jarka – pamięci lekkoatlety Jarosława Marca, byłego reprezentanta Polski w biegu na 400 m. Jarosław Marzec pochodził z Dziwnowa, zginął w tragicznym wypadku samochodowym, 17 sierpnia 1998, na drodze pod Ostromicami.
Przez miasto prowadzą znakowane szlaki turystyczne:
- E9 Szlak Nadmorski im dr. Czesława Piskorskiego (Międzyzdroje→ Kołobrzeg)
- R10 Zielony Szlak Rowerowy Nadmorski (Międzyzdroje→ Kołobrzeg)

W 2010 roku w mieście wdrożony został System Informacji Mobilnej, oparty na kodach 2d, który swoim zasięgiem obejmuje wszystkie miejscowości gminy. 
W 2012 otwarto Nadmorski Park Miniatur, przedstawiający miniatury zabytków polskiego wybrzeża, w tym np. latarnie morskie. Po parku kursuje miniaturowa kolejka wąskotorowa.
W 2019 roku otwarto Morskie Centrum Nauki Nautica Park, gdzie można nie tylko zapoznać się z historią miasta i regionu, ale również poznać ciekawostki marynistyczne.

## Infrastruktura

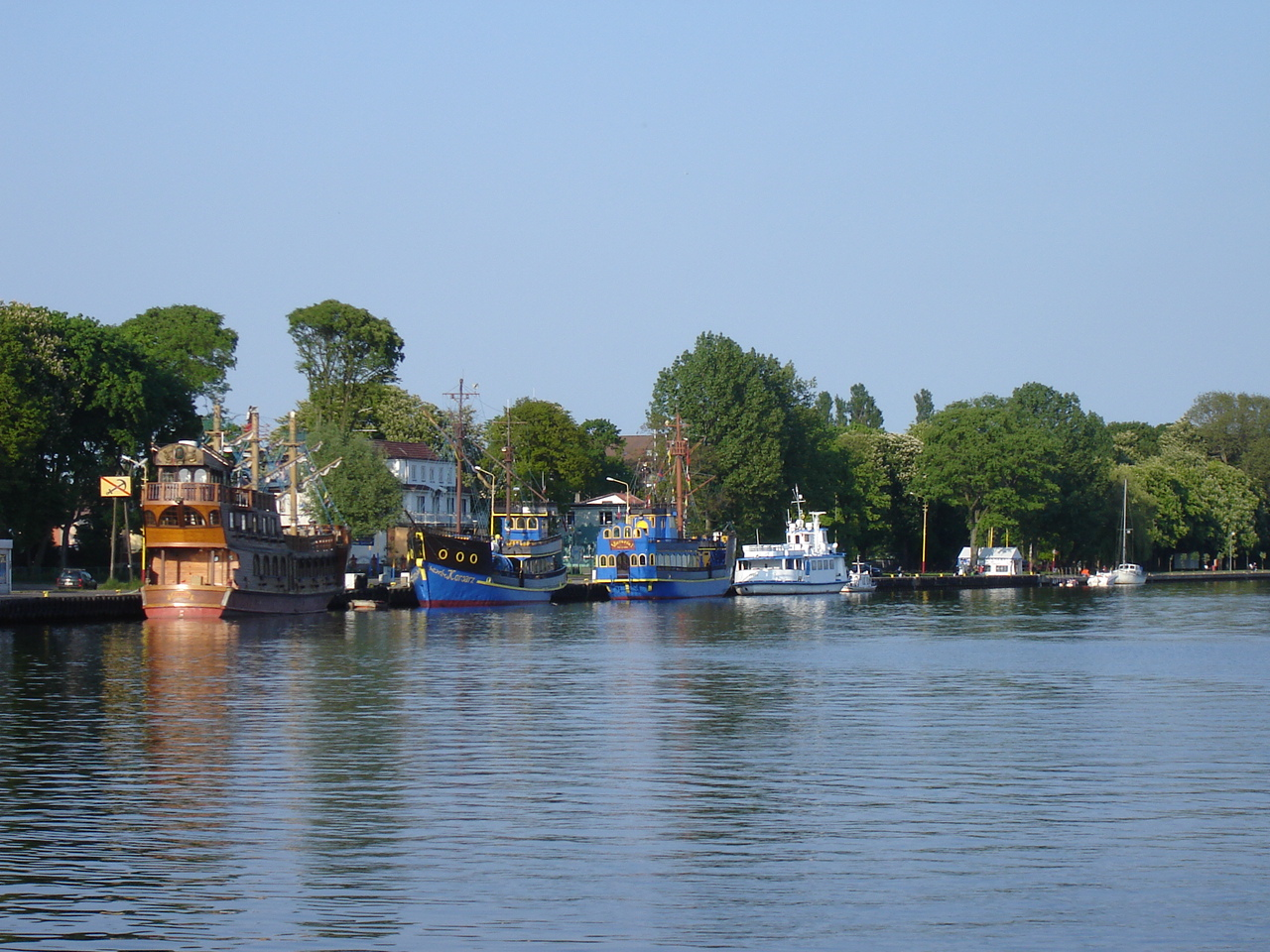
Port Dziwnów

W mieście działa port oraz stacje ratownictwa morskiego MSPiR i Grupa Ratownictwa Wodnego.

## Twierdza Dziwnów
W XVII wieku na wybrzeżu Bałtyku powstało kilka twierdz obronnych, które głównie wznoszono przy ujściach rzek do morza. Były to niewielkie, gwiaździste fortece wiejskie, złożone z bojowych stoków, wałów z redutą w środku, a niektóre otaczane wodą. Na polecenie Albrechta von Wallensteina powstały takie twierdze jak: Gustower Schanze, Peenemünder Schanze, Prosnitzer Schanze
 oraz Dievenower Schanze, tworząc łańcuch obronny. Fort Dziwnów został zbudowany około 1620 roku i był nieco oddalony od samej miejscowości.
W czerwcu 1630 roku szwedzki król Gustaw Adolf wylądował na wyspie Uznam, aby bronić protestantów na Pomorzu. Wojska pomorskie wycofały się w kierunku Twierdzy Dziwnów. Żołnierze Gustawa Adolfa spalili twierdzę 2 lipca 1630 roku, zamykając drogę do Kamienia, który zdobyli 18 lipca 1630 roku. Stamtąd kontynuowali marsz w głąb Pomorza. Szwedzi odbudowali twierdzę w Dziwnowie w 1659 roku i utrzymywali ją do 1677 roku.

## GarnizonDziwnów

### W czasach niemieckich
W Dziwnowie istniał duży ośrodek lotniczy z polowym lotniskiem przystosowanym dla samolotów bojowych, w tym hangarami, magazynami oraz innymi zabudowaniami pomocniczymi. Wody Zalewu Kamieńskiego i Dziwny pełniły funkcję lotniska dla wodnosamolotów. W koszarach znajdowały się szkoły kształcące personel lotniczy różnych specjalności, w tym największa szkoła pilotów wodno-technicznych, która szkoliła około 1500 osób. Inne szkoły obejmowały nawigatorów, radiotelegrafistów pokładowych, radarystów oraz inne specjalności. Na lotnisku lądowym stacjonowały samoloty bojowe typu Dornier i Junkers, a na Zalewie Kamieńskim i Dziwnej wodnosamoloty typów: Katepiller, Focke-Wulf i Junkers. Łącznie było około 100 maszyn. Lotnisko dysponowało także kilkudziesięcioma czołgami pływającymi, wykorzystywanymi do eksperymentów i ćwiczeń na Zalewie Kamieńskim. W pierwszych miesiącach 1945 roku w Dziwnowie stacjonowało około 5000 niemieckich żołnierzy, co czyniło garnizon ważnym centrum szkoleniowym i obronnym.

### Po zakończeniu wojny

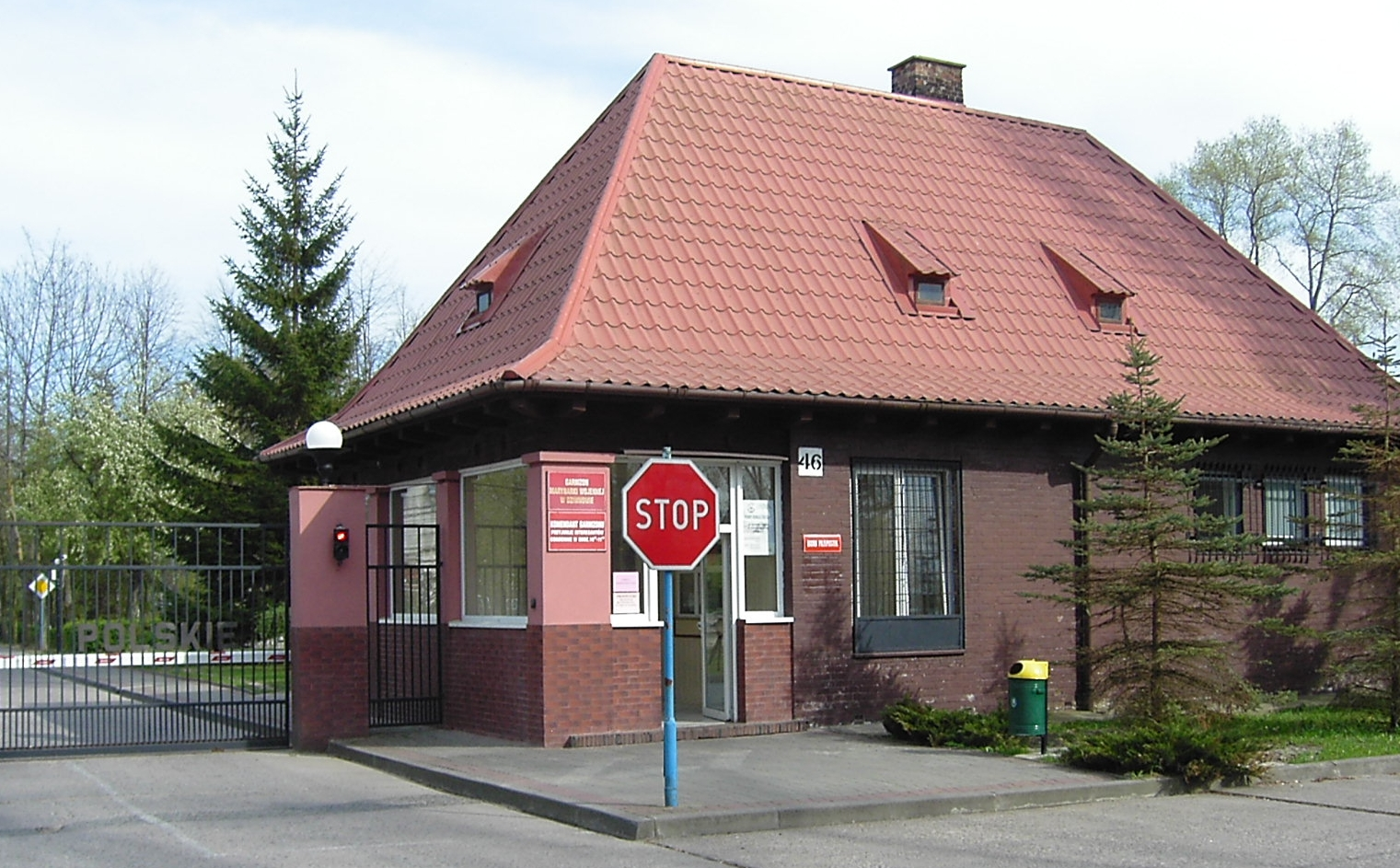
Koszary wojskowe

W latach 1959–1963 w garnizonie pełnił służbę 3 Pułk Piechoty Morskiej.
W latach 1964–1986 we wsi Dziwnów stacjonował 1 Batalion Szturmowy, protoplasta 1 Pułku Specjalnego Komandosów i Jednostki Wojskowej Komandosów. Najwyższego szczebla jednostka działań specjalnych SZ PRL.
Sformowany na podstawie Zarządzenia Szefa Sztabu Generalnego WP nr 0073/MON z 30 lipca 1963 r. i podporządkowany Zarządowi II SG WP. Dowództwo batalionu pełniło jednocześnie obowiązki dowództwa garnizonu.
12 października 1963 r. do Dziwnowa przybyła grupa operacyjna 26 Batalionu Dywersyjno-Rozpoznawczego – 127 żołnierzy. W jej skład wchodzili: mjr Izydor Malinowski, mjr Czesław Hlebowicz, ppor. Zygfryd Głuchowski, ppor. Tadeusz Gawarecki, ppor. Jan Jarzębek, ppor. Józef Chmiel, por. Tadeusz Dzięgielewski, ppor. Czesław Chołdys i 187 szeregowych. 31.10.1963 r. zakończono proces przeformowania JW 4101. 26 batalion w 1964 r. został przeformowany w 1 bSz.
W 1985 r. rozpoczęto przemieszczanie JW 4101 do Lublińca, gdzie od 1986 r. jednostka pełni służbę.
Obecnie w garnizonie stacjonują 8 Kołobrzeski Batalion Saperów i 8 Dywizjon Przeciwlotniczy będące pododdziałami 8 Flotylli Obrony Wybrzeża ze Świnoujścia.

## Most w Dziwnowie
W raporcie z 9 marca 1945 roku, major Kron Id informował generała pułkownika Hainza Guderiana o sytuacji na froncie dziwnowskim, zwracając uwagę, że pod Dziwnowem istniał tylko jeden most o nośności 5 ton i konieczne było korzystanie z promów. Potwierdza to także relacja z ewakuacji amerykańskich jeńców wojennych z 10 lutego, którzy przeszli przez Dziwnów, przekraczając drewniany most prowadzący do bazy lotnictwa morskiego. Po wojnie pracownicy szpitala polowego nr 250 również wspominali o moście łączącym wyspę Wolin ze stałym lądem. Most ten został rozebrany w 1950 roku po wypadku, kiedy wojskowy pojazd spadł do wody, uszkadzając konstrukcję. W tym samym roku saperzy zbudowali nowy, drewniany most w okolicy obecnej stacji benzynowej. W latach 1953–1958 powstał most półstały, a w latach 1991–1994 zbudowano obecny most zwodzony o konstrukcji stalowej.

## Zabytki i architektura
Wykaz obiektów nieruchomych wpisanych do rejestru zabytków
- zespół pensjonatu przy ul. Mickiewicza 3, obejmujący:
  - pensjonat I z początku XX w.,
  - pensjonat II z początku XX w. oraz
  - ogród,
- willa z otoczeniem przy ul. Parkowej 5 z początku XX w.

Kościoły
- kościół parafialny pw. Św. Józefa Oblubieńca NMP, współczesny, poświęcony 28 sierpnia 1977, w centrum, nad Dziwną, przy ul. Kościelnej. Kościół o kształcie łodzi, nawiązuje do symboliki pierwotnego kościoła i trudu pracy na morzu, zbudowany w miejscu remizy ratownictwa morskiego[27].
- kościół parafii wojskowej pw. Matki Bożej Różańcowej, przy ul. Dziwnej 10b/4, konsekrowany 15 kwietnia 2007[28], na południowo-zachodnim krańcu miasta, po drugiej stronie mostu zwodzonego, na wyspie Wolin. Mieszkańcy parafii, to w większości marynarze 8 Flotylli Obrony Wybrzeża i ich rodziny.

Miejsca pamięci narodowej
- Pomnik[29] z tablicą pamiątkową ku czci żołnierzy polskich z 2 Dywizji Piechoty im. Henryka Dąbrowskiego I Armii WP poległych w 1945 w walkach na Mierzei Dziwnowskiej. Pomnik odsłonięty w 1963 znajduje się na wschodnim skraju miasta, na skwerze, między główną drogą Międzyzdroje-Kołobrzeg (ul. Wybrzeże Kościuszki) a ulicą Kaprala Koniecznego.

- Pomnik-kotwica z łańcuchem okrętowym i tablicą pamiątkową, poświęcony rybakom, którzy zginęli na morzu. Pomnik odsłonięty w 1981, ustawiony na nabrzeżu portowym.

## Demografia

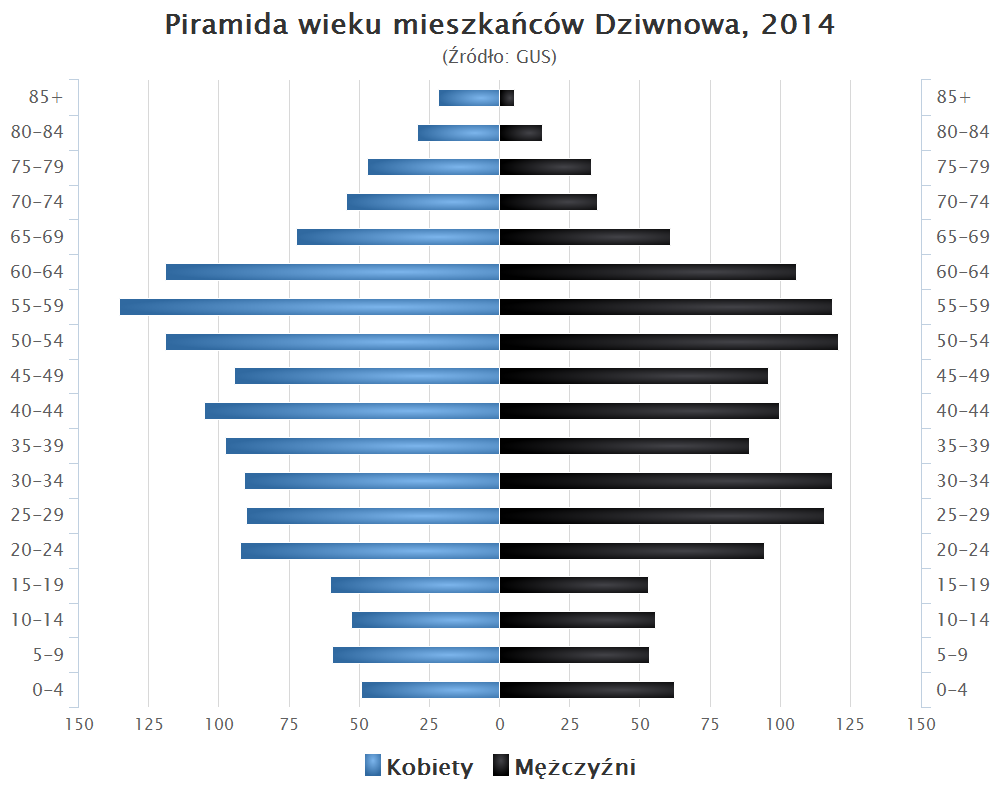
Piramida wieku mieszkańców Dziwnowa w 2014 roku

## Sport

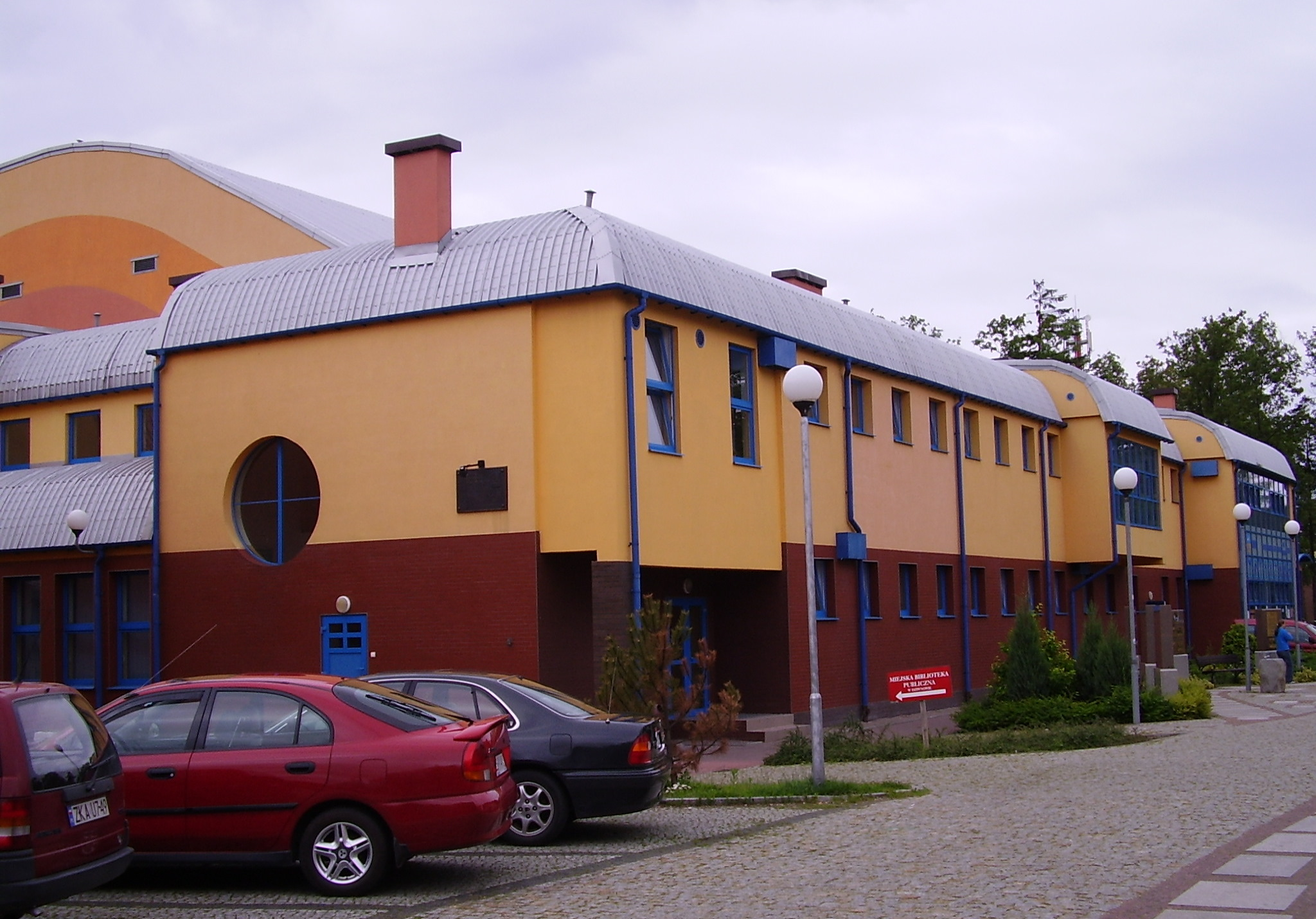
Hala sportowa

W mieście ma swoją siedzibę Dziwnowski Klub Sportowy „Jantar” Dziwnów, który został założony w 1977 r. i ma barwy klubowe niebiesko-żółte. W sezonie 2009/2010 zespół piłkarski grał A-klasie, w grupie szczecińskiej I.
Od 2000 r. działa Ludowy Uczniowski Klub Sportowy „Bałtyk”, który specjalizuje się w lekkiej atletyce. Ponadto, organizuje wiele imprez sportowych o zasięgu międzynarodowym (Międzynarodowy Bieg „Cztery mile Jarka”), krajowym (Młodzieżowe Mistrzostwa Polski w Biegach na Przełaj, „Kwietny Bieg”), wojewódzkim („Sportowa Majówka”) i lokalnym (zawody sportowo-pożarnicze, regaty żeglarskie, biegi przełajowe, festyny rekreacyjno-sportowe i zawody dla dzieci i młodzieży). Klub został wielokrotnie wyróżniony m.in. znakiem Omega – wyróżnieniem centralnym za organizowanie imprez sportowych.
W 2023 rozegrano w mieście Morskie Plażowe Mistrzostwa Polski (surfcasting).

## Administracja

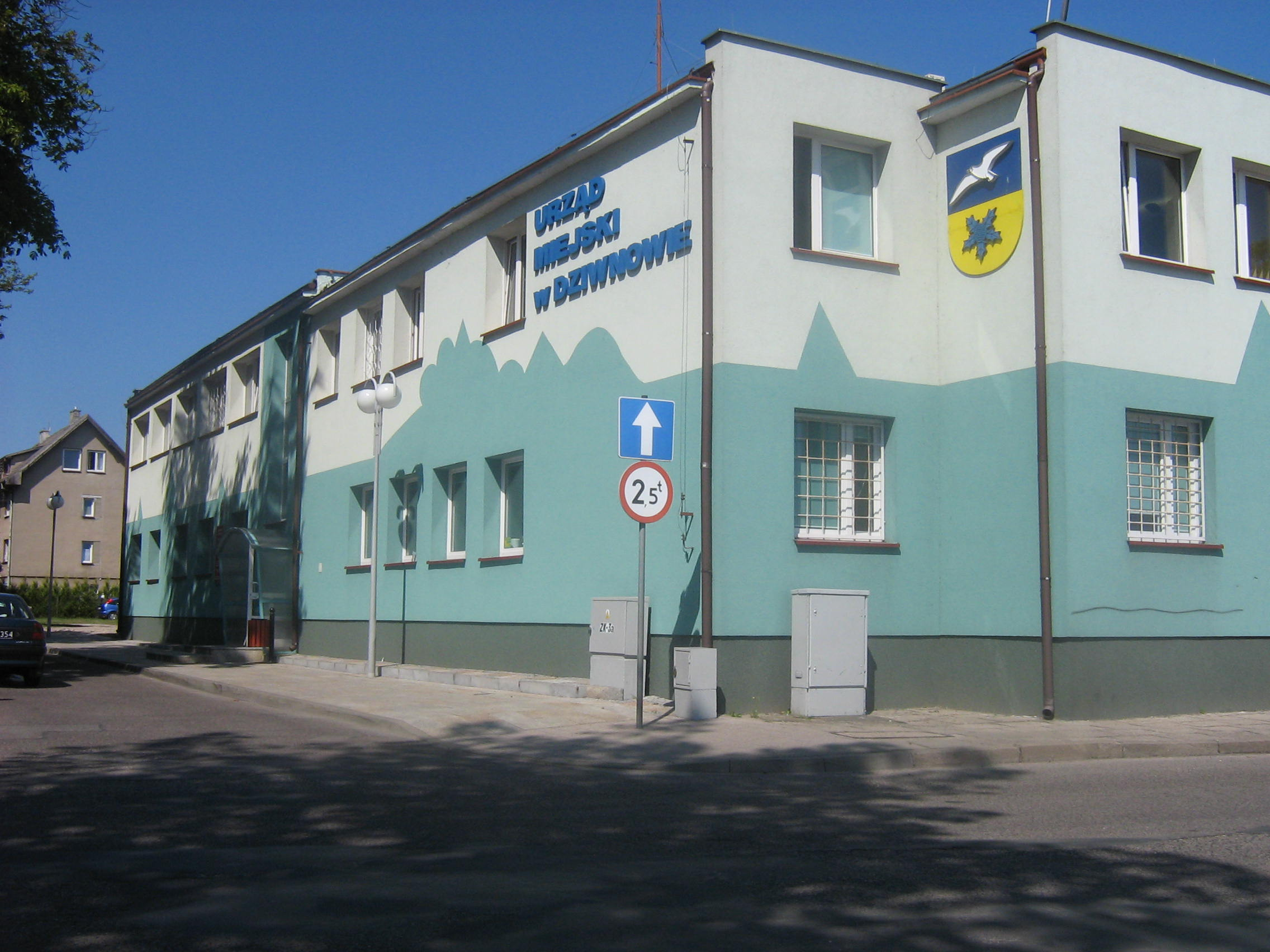
Siedziba Urzędu Miejskiego w Dziwnowie

Miasto jest siedzibą gminy miejsko-wiejskiej. Mieszkańcy Dziwnowa wybierają do rady miejskiej 9 radnych (9 z 15). Pozostałych 6 radnych wybierają mieszkańcy obszaru wiejskiego gminy Dziwnów. Organem wykonawczym jest burmistrz. Siedziba władz znajduje się przy ul. Szosowej.
Burmistrzowie Dziwnowa:
- Zbigniew Zwolan (2002–2006)[33]
- Kazimierz Libucki (2006–2007)
- Krzysztof Kozicki (2007–2010)
- Grzegorz Maciej Jóźwiak (2010-2024)
- Łukasz Dzioch ( od 2024)

Miasto jest podzielone na 3 jednostki pomocnicze samorządu – sołectwa: Dziwna, Dziwnów Dolny i Dziwnów Górny.
Mieszkańcy Dziwnowa wybierają posłów na Sejm z okręgu wyborczego nr 41 (Szczecin), senatora z okręgu nr 98, a posłów do Parlamentu Europejskiego z okręgu nr 13.

## Miasta partnerskie
- Werneuchen – Niemcy[37]

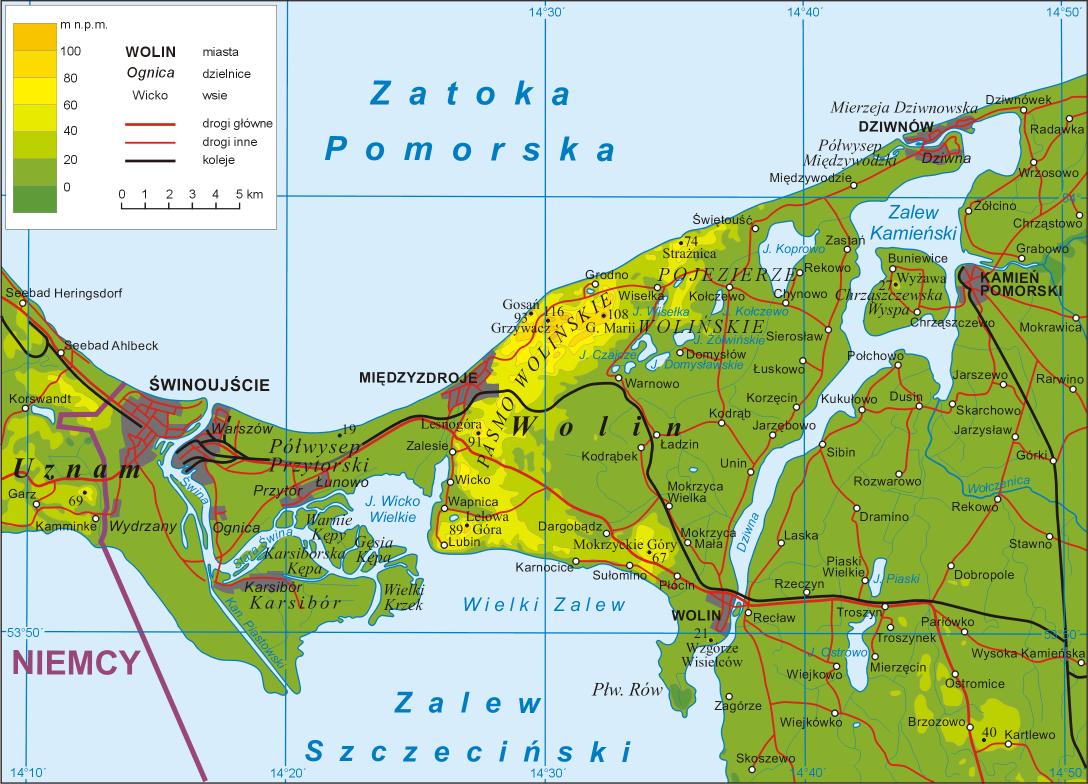
Mapa wyspy Wolin z zaznaczonym Dziwnowem

- Sosnowiec (Polska) – od 2013
- Gorzów Wielkopolski (Polska) – od 2014[38]